# 翔 (曲)
「翔」（しょう）は、ゆずの楽曲で、通算34枚目のシングル。2011年11月30日にセーニャ・アンド・カンパニーから発売された。

## 概要
配信限定シングル「LOVE & PEACH」以来4ヶ月ぶりに発表された作品で、CD作品としてはシングル「Hey和」以来10か月ぶりで、アルバム『2-NI-』以来9か月ぶりとなる。
ジャケットデザインは、ダウン症の書家・金澤翔子が書いた「翔」の書と、絵師の秋赤音の描き下ろしイラストを合わせたもの。
初回限定版は『YUZU ARENA TOUR 2011 2-NI-×FUTARI FINAL』沖縄公演での弾き語りパートを完全収録したDVD付き。

## 収録内容

### CD
1. 翔 (5:42)
  - 作詞・作曲：北川悠仁 / Produced by ゆず / 編曲：斎藤有太 & ゆず
  - フジテレビ系『世界体操2011』テーマソング。
  - ニッポン放送『第37回 ラジオ・チャリティー・ミュージックソン』テーマソング。
  - 映画『ミュージックソン THE MOVIE 〜オードリーの爆笑24時間宣言〜』主題歌。
  - 全国ツアーの時に書かれた曲で、原点回帰を目指した曲。
  - CD発売に先駆けて10月8日からダウンロードで販売。
2. ムラサキ色 (3:55)
  - 作詞・作曲：岩沢厚治 / 編曲：ゆず

### 初回盤付属DVD
『YUZU ARENA TOUR 2011 2-NI-×FUTARI Tour FINAL 沖縄コンベンションセンター展示場』ーYUZU ARENA TOUR 2011 2-NI-×FUTARI Tour FINALより弾き語りコーナーをノーカットで収録
1. 雨と泪
2. 贈る詩
3. 手紙
4. からっぽ
5. 友達の唄
6. 少年
7. 栄光の架橋